# Абелізавр
Абелізавр (лат. Abelisaurus — «Ящір Абеля») — рід хижих абелізавридних тероподових динозаврів, що жили в пізній крейдяний період (кампан) на території сучасної Південної Америки. Рештки абелізавра були виявлені на території провінції Неукен (Аргентина). Це був двоногий хижак, який, ймовірно, сягав близько 7,4 метра у довжину, хоча точні дані відсутні, оскільки про нього відомо лише за одним частковим черепом. Описаний один вид — Abelisaurus comahuensis.

## Відкриття та назва
Назву та опис роду та виду Abelisaurus comahuensis дали аргентинські палеонтологи Хосе Бонапарте і Фернандо Еміліо Новас у 1985 році. Родова назва вшановує Роберто Абеля (ісп. Roberto Abel) як першовідкривача типового зразка, а також як колишнього директора провінційного музею Чіполлетті (ісп. Museo Provincial de Cipolletti Carlos Ameghino) в Аргентині, де зберігається цей зразок. Воно також включає грецьке σαυρος, що означає «ящір». Видова назва комахуенсіс (comahuensis) походить від назви регіону Комахуе в Аргентині, де було винайдено скам'янілість. 

## Опис

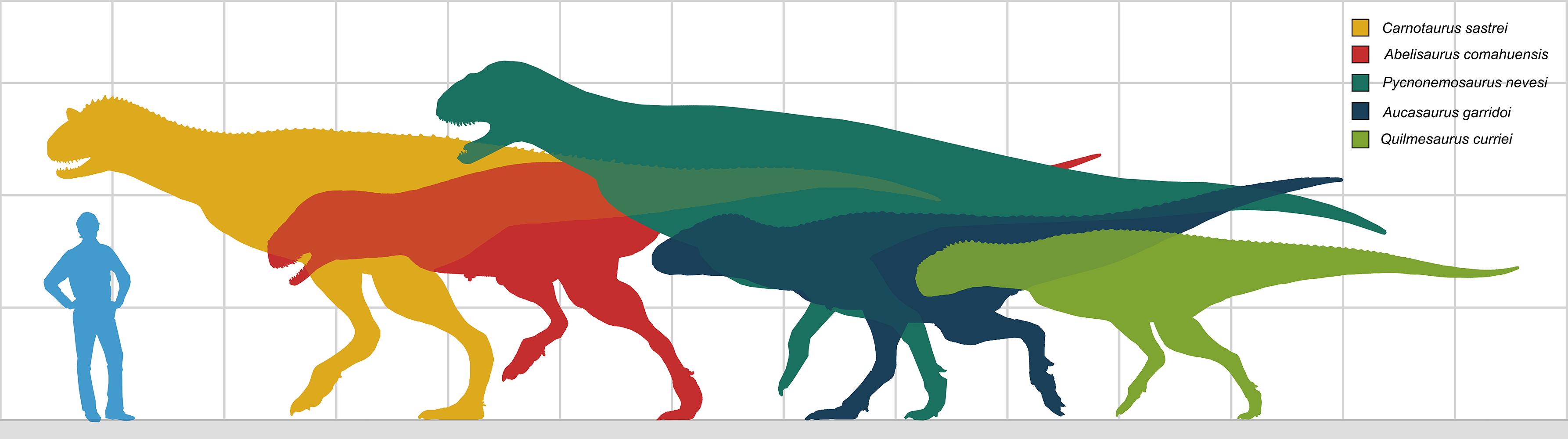
Порівняння розмірів абелізавра (червоний) з іншими карнозавровими

Єдині відомі рештки абелізавра — неповний череп довжиною 85 см. Хоча на ньому немає кісткових гребенів або рогів, як у деяких інших абелізаврів, наприклад, у карнотавра, грубі виступи на морді та над очима могли підтримувати якийсь кератиновий гребінь, що не зберігся.
У 2010 році Грегорі С. Пол оцінив довжину тіла абелізавра в десять метрів, а вагу — в 3 тонни. У 2012 році Томас Хольц назвав можливу довжину 11 метрів. 2016 року в ході комплексного аналізу розмірів абелізавра його довжина була оцінена в 7,4 метра. Інші автори дають схожу оцінку — 7,2 метра і 1,65 тонни.